# The Windsors
The Windsors es una comedia de situación británica y una parodia de la familia real británica, la Casa de Windsor, que se muestra en el Canal 4, emitida por primera vez en abril de 2016 y protagonizada por Harry Enfield, Haydn Gwynne, Hugh Skinner, Louise Ford, Richard Goulding, Morgana Robinson, Katy Wix, Ellie White y Celeste Dring.
Escrito por los cocreadores de Star Stories, Bert Tyler-Moore y George Jeffrie, The Windsors pone a la familia real británica en el centro de atención de la comedia en forma de la telenovela de cómo podrían ser sus vidas y amores. La serie ha sido criticada por historias como Kate Middleton atrapando el ébola y las princesas Eugenie y Beatrice se radicalizaron. "The Windsor fue grosero, grosero, y una verdadera explosión de comedia punk", dijo The Daily Telegraph después del primer episodio.

## Resumen de la serie
The Windsor cuenta la historia de la familia real británica pero se reimagina a través de la lente de una telenovela. Aunque las historias son completamente ficticias, están inspiradas en hechos reales.
Siguiendo el ejemplo de los tabloides y la caricatura, Camilla se convierte en una villana de dibujos animados que está empeñada en convertirse en Reina, para redimirse ante los ojos de un público en quien cree, con cierta justificación (en el mundo ficticio de serie) - ser hostil hacia ella por haber usurpado a Diana, princesa de Gales. Ella cree que, después de décadas de un monarca percibido como pasado de moda, habían estado esperando una Reina glamorosa y sexualmente provocativa con "las mamarias plenas y magníficas de un Shorthorn de ordeño macromastico". Ella creía que el público racionalizaba para sí mismo la superficialidad de este deseo al afectar a admirar a Diana por su trabajo de caridad, pero que esto era desmentido por su relativa antipatía hacia la princesa Anne, que "logra más antes del desayuno un húmedo domingo por la mañana que la pequeña señorita Doe -ojos en una vida de heroicos abrazos ". Por lo tanto, espera mejorar su posición con el público cambiando su apariencia, en lugar de convertirse en una persona más comprensiva. Ella se fija en varias formas en que podría lograr esto, pero en realidad nunca lleva a cabo ninguno de los esquemas que imagina. En escenas que resuenan visualmente de la escena de las "cartas de nariz" en la película de Steve Martin Roxanne, Camilla se ve a sí misma de perfil en un cristal de muelle del Palacio de Kensington mientras sostiene "tarjetas de pecho" análogas en su pecho. Nunca se menciona ninguna cirugía real.
Pippa Middleton, interpretada por Robinson, es maliciosa y muy envidiosa de su hermana mayor. "Perfeccioné mis habilidades de Pippa a través del internado; canalicé a todas las chicas con las que fui a la escuela y básicamente las puse en un solo personaje", dice Robinson. "Solo he visto una entrevista y está muy nerviosa, mucho más encantadora y dulce en comparación con mi versión de ella". El príncipe Andrew es un fracaso; sus hijas, Beatrice y Eugenie, son, según Tyler Moore, "chicas ligeramente oscuras", y la Reina y el Príncipe Felipe están físicamente ausentes pero los otros personajes los mencionan con frecuencia.
Kate Middleton es retratada como una viajera gitana que no encaja, pero quiere hacerlo, mientras que su hermana Pippa es retratada como una buscadora de atención celosa que tiene relaciones sexuales con Harry e intenta seducir a William también. El Príncipe William es un personaje bien intencionado y probablemente el más normal. El Príncipe Harry, que disfruta de la fiesta y es muy ingenuo y analfabeto, ama el trasero de Pippa Middleton. Edward es un alcohólico. Príncipe Carlos, amante de sus galletas Duchy Originals. La princesa Beatriz de York y la princesa Eugenia de York (interpretadas por Ellie White y Celeste Dring respectivamente) son dos Sloanes inútiles y ricos que buscan un propósito en la vida, hasta que se radicalizan.
Channel 4 describió el programa en una declaración: “La serie es una versión irónica de cómo podría ser la telenovela de sus vidas (y sus amores). Profundizando detrás de los titulares y las columnas de chismes, The Windsor deja que nuestra imaginación se alborote en esta ridícula parodia. "Imagínese, ¿quién controla realmente el cetro en el matrimonio de Charles y Camilla? ¿Qué piensan realmente los Reales de Kate? ¿Wills realmente quiere ser el rey? ¿Harry alguna vez llevará a Pippa al pasillo o terminarán con una nota vagabunda? ¿Y qué? Qué hacen Beatrice y Eugenie realmente para ganarse la vida? El director de comedia de C4, Phil Clarke, agregó: “En The Windsors, nuestra muy querida familia real es reimaginada a través del lente de una telenovela, y aunque las historias son completamente ficticias, algunas están inspiradas en hechos reales. Como resultado, los escritores Bert y George han superado incluso el tema más divertido y ridículo de Hello! revista alguna vez ".

## Recepción
The Guardian se mostró favorable cuando dijo: "No es un humor sofisticado. Sin embargo, a pesar de que varios miembros de elenco y del equipo compararon el programa con Spitting Image, The Windsor no parece una sátira: es más bien un drama cómico que hace algún que otro comentario sobre la monarquía ".
"Los Windsor era una serie de bajo presupuesto, grosera y burda. Pero todo se hizo con un gusto tan cacofónico que la resistencia fue inútil. No hay muchas comedias gamberras en la televisión en este momento, donde la ironía profunda y mordaz del estilo de la de The Office ha sido, durante mucho tiempo, la dominante. Pero ¿a quién no le gustan las travesuras? Uno puede ser fan de Beethoven y también de los Buzzcocks ".
"¡Una lamentable 'parodia' de la vida en el estilo de Buck House! Si escribieras una comedia sobre la Familia Real, ¿harías que Harry viniera como un poco grueso, Fergie buscaba atención y Camilla como un villano de dibujos animados? por supuesto que no lo harías, ya que eso sería demasiado obvio; ¿aunque tal vez podrías seguir ese camino y darle un giro de alguna manera? No Jeffrie y Tyler-Moore como hacen lo obvio y mucho menos, como hacer Edward se convirtió en un alma perdida con un diario vacío, con William como un héroe de helicóptero de mandíbula cuadrada y Pippa disfrutando de la gente mirando constantemente su "culo fantástico". Y lo más increíble de todo es que el duque de Edimburgo es, espera. un poco racista. Ciertamente es gratificante ver algunos de los próximos actos de comedia de Fringe aterrizando partes, como Ellie White y Celeste Dring como Beatrice y Eugenie, demasiado predecibles, mientras que Katy Wix se divierte como su madre trágicamente lamentable. Pero, tristemente , todo el talento en el show es decepcionado por un lamentablemente predi Guion ctable y totalmente libre de risas. ¡Afuera con sus cabezas!"
Su contenido fue criticado: "La nueva serie, protagonizada por Harry Enfield como el Príncipe Carlos, se emitirá en el Canal 4 en mayo y ya está causando indignación entre los realistas por su comedia explícita y 'ofensiva'. Los detalles sobre el programa fueron revelados en The Sun hoy y las historias incluirán a Kate Middleton atrapando el Ébola, el Príncipe Harry durmiendo con Pippa Middleton y Camilla, la Duquesa de Cornualles, quedándose embarazada, de 68 años. Otros 'chistes' en la serie incluirán a Kate Middleton siendo engañada para usar una pierna Disfraz de pirata para un evento de veteranos de guerra amputados y las princesas Eugenie y Beatrice que planean escapar a Siria y usan burkas. El Príncipe Felipe no aparecerá en la serie, excepto en correos electrónicos explícitos y cartas al resto de la familia. Junto a Harry Enfield, el resto del elenco incluye a Haydn Gwynne (Drop the Dead Donkey) como Cami. lla, la duquesa de Cornwall. Hugh Skinner (W1A) es anunciado como el príncipe William 'Wills', duque de Cambridge, con Louise Ford (estrellarse) su reina consorte en espera, 'Kate', la duquesa de Cambridge. Morgana Robinson (The Morgana Show) aparece como la hermana de Kate, Pippa, y Richard Goulding (Fresh Meat) aparece como el Príncipe Harry.
The Guardian ha descrito a The Windsor como "hilaridad desenfrenada". The Telegraph lo llamó un "reto real correcto". The Windsors tiene una calificación de 6.8 / 10 en IMDb.
Sam Wollaston, escribiendo para The Guardian, dijo sobre el Royal Wedding Special: "Me preocupaba que una hora pudiera ser una exageración, pero no era necesario", y sugirió que los personajes de Beatrice y Eugenie deberían tener su propia serie spin-off.